# Tour de Poitou-Charentes
El Tour de Poitou-Charentes a Nova Aquitània (en francès Tour Poitou-Charentes en Nouvelle-Aquitaine) és una competició ciclista per etapes que es disputa al departament francès de Poitou-Charentes des de 1987. La prova fou reservada a ciclistes amateurs fins al 1990, obrint-se als professionals el 1991.
Actualment la cursa forma part de l'UCI Europe Tour, amb una categoria 2.1 des del 2005.
El primer vencedor fou Jean-Louis Conan, mentre que Sylvain Chavanel, amb quatre victòries, és el ciclista que més vegades l'ha guanyat.

## Palmarès
| Any                     | Vencedor               | Segon                        | Tercer                       |
| ----------------------- | ---------------------- | ---------------------------- | ---------------------------- |
| ediciones amateur       |                        |                              |                              |
| 1987                    | Jean-Louis Conan       | Marc Poncel                  | Nicolas Dubois               |
| 1988                    | Pascal Peyramaure      | André Urbanek                | Jacques Decrion              |
| 1989                    | Pàvel Tonkov           | Thierry Lezin                | Romes Gainetdinov            |
| 1990                    | Iuri Manúilov          | Vadim Chabalkine             | Arvi Tammesalu               |
| ediciones profesionales |                        |                              |                              |
| 1991                    | Kim Andersen           | Christophe Manin             | Artūras Kasputis             |
| 1992                    | Pascal Lance           | Laurent Bezault              | Eddy Seigneur                |
| 1993                    | Thierry Marie          | François Simon               | Francis Moreau               |
| 1994                    | Philippe Gaumont       | Hervé Boussard               | Frédéric Laubier             |
| 1995                    | Nicolas Aubier         | Arnaud Prétot                | Laurent Roux                 |
| 1996                    | Eddy Seigneur          | Jacky Durand                 | Emmanuel Magnien             |
| 1997                    | Joaquim Adrego Andrade | Stéphane Barthe              | Uwe Peschel                  |
| 1998                    | Lauri Aus              | David Millar                 | Marc Streel                  |
| 1999                    | Christophe Moreau      | Jean-Cyril Robin             | Lauri Aus                    |
| 2000                    | Floyd Landis           | Peter Wrolich                | Marcel Gono                  |
| 2001                    | Jens Voigt             | Ivailo Gabrovski             | Lauri Aus                    |
| 2002                    | Guido Trentin          | Sylvain Chavanel             | Nicolas Jalabert             |
| 2003                    | Jens Voigt             | Sylvain Chavanel             | Jørgen Bo Petersen           |
| 2004                    | Stéphane Barthe        | Ronald Mutsaars              | Jimmy Engoulvent             |
| 2005                    | Sylvain Chavanel       | Christophe Moreau            | Linas Balčiūnas              |
| 2006                    | Sylvain Chavanel       | Rick Flens                   | Jussi Veikkanen              |
| 2007                    | Thomas Voeckler        | Émilien-Benoît Bergès        | Lars Boom                    |
| 2008                    | Benoît Vaugrenard      | Kevyn Ista                   | Florian Morizot              |
| 2009                    | Gustav Erik Larsson    | Brett Lancaster              | David Le Lay                 |
| 2010                    | Jimmy Engoulvent       | Dominique Rollin             | Martin Elmiger               |
| 2011                    | Jesse Sergent          | Alex Dowsett                 | Michał Kwiatkowski           |
| 2012                    | Luke Durbridge         | Jérémy Roy                   | László Bodrogi               |
| 2013                    | Thomas Voeckler        | Jesús Herrada López          | Mikhaïl Ignàtiev             |
| 2014                    | Sylvain Chavanel       | Svein Tuft                   | Cyril Lemoine                |
| 2015                    | Tony Martin            | Adriano Malori               | Jonathan Castroviejo Nicolás |
| 2016                    | Sylvain Chavanel       | Wilco Kelderman              | Nélson Oliveira              |
| 2017                    | Mads Pedersen          | Jonathan Castroviejo Nicolás | Jean-Pierre Drucker          |
| 2018                    | Arnaud Démare          | Sylvain Chavanel             | Yoann Paillot                |
| 2019                    | Christophe Laporte     | Tony Gallopin                | Niki Terpstra                |
| 2020                    | Arnaud Démare          | Josef Černý                  | Joey Rosskopf                |
| 2021                    | Connor Swift           | Bruno Armirail               | Morten Hulgaard              |
| 2022                    | Stefan Küng            | Kévin Vauquelin              | Pierre Latour                |
| 2023                    | Søren Wærenskjold      | Bruno Armirail               | Mirco Maestri                |
| 2024                    | Søren Wærenskjold      | Fredrik Dversnes             | Samuel Leroux                |
| 2025                    |                        |                              |                              |